# Pitea
Pitea (in greco antico: Πυθέας?, Pythéas; Massalia, 380 a.C. circa – 310 a.C. circa) è stato un navigatore e geografo greco antico.

## Biografia
Originario della colonia greca di Massalia (l'odierna Marsiglia), compì un viaggio di esplorazione dell'Europa settentrionale, oltre le colonne d'Ercole, intorno al 330 a.C.
Viaggiò lungo una considerevole parte della Gran Bretagna, circumnavigandola tra il 330 e il 320 a.C.: Pitea è, di fatto, il primo ad aver descritto il sole di mezzanotte, l'aurora polare e i ghiacci polari e fu anche tra i primi abitanti del Mediterraneo a esplorare le Isole britanniche, che designò Πρεταννικαὶ Νῆσοι (Pretannikái Nésoi), nome dal quale deriva l'attuale.
È chiaro che i suoi testi furono una fonte centrale di informazioni per i periodi successivi: Gemino di Rodi, autore di opere di astronomia, cita una "Descrizione dell'Oceano", testimoniata da Marciano come περίοδος γῆς (periodos ges, "viaggio intorno alla terra") o periplo (circumnavigazione). Estesi resoconti dei suoi viaggi, nel naufragio dell'originale, sono principalmente contenuti nei testi di Strabone, Diodoro Siculo e Plinio il Vecchio e la sua opera fu, inoltre, oggetto di parodia da parte di Antifane di Berge e Luciano di Samosata.

## Sull'Oceano
Pitea descrisse i suoi viaggi in un periplo (parola greca che significa circumnavigazione e che per traslato indica la narrazione di una circumnavigazione) intitolato Sull'Oceano (Περὶ τοῦ Ὠκεανοῦ), di cui sono sopravvissuti solamente alcuni frammenti citati o parafrasati da autori successivi. Alcuni di loro, come Polibio e Strabone, accusarono Pitea di aver documentato un viaggio immaginario che non aveva avuto mai luogo, ritenendo la sua storia comunque plausibile. Ad oggi, comunque, è abbastanza certo che il viaggio ebbe realmente luogo, dato che le osservazioni del navigatore sono riscontrabili nella realtà. 
Il massaliota, comunque, non fu la prima persona a intraprendere una navigazione dei territori del Mare del Nord e intorno alla Gran Bretagna: verso il 550 a.C. lo aveva preceduto il cartaginese Imilcone e, inoltre, i commerci tra i Galli e la Gran Bretagna erano già molto fiorenti; pescatori e altri naviganti viaggiarono fino alle Isole Orcadi, alla Norvegia o le Shetland. In tale contesto, il romano Rufio Festo Avieno menziona un precedente viaggio greco, stimandolo intorno al VI secolo a.C..
Una ricostruzione congetturale del viaggio di Pitea, che si basa sullo studio dei venti e delle correnti marine, lo vede partire da Marsiglia nella primavera (il mese di marzo era il migliore per via dei venti moderati) con una nave avente un equipaggio di 25 - 30 uomini). Il viaggio era reso possibile anche dal fatto che tutta la Spagna, la Francia, la Gran Bretagna e l'Irlanda erano abitate dai Celti, la cui lingua era comunemente parlata nella colonia greca di Marsiglia accanto al greco e che - quasi certamente - Pitea conosceva. Egli, forse per via di terra, potrebbe aver aggirato le Colonne d'Ercole, stante il blocco cartaginese dello stretto di Gibilterra, per poi successivamente approdare a Cadice, da dove si sarebbe reimbarcato. Alternativamente, egli potrebbe aver navigato sotto costa da Marsiglia alla colonia greco-iberica di Emporion (attuale Empúries) e Tarraco (attuale Tarragona) alle attuali Sagunto, Alicante, Malaga, Faro, Lisbona, Porto, La Coruña, Bayonne, Bordeaux, La Rochelle, Saint Nazaire, l'estuario della Loira (Nantes, dove fece sosta per rifornirsi di viveri), l'Isola di Quiberon, Lorient, Capo Kabaion (Pointe du Raz in Bretagna), Brest, Saint-Malo, Plymouth, le Isole Scilly (le mitiche "Cassiteridi", ricche in miniere di stagno), Cape Pollurion ("Belerium" vicino a Capo Lizard in Cornovaglia), ove fece tappa e visitò le miniere di stagno. Pitea fu il primo a descrivere l'Iberia (attuali Spagna e Portogallo) come una penisola collegata alla Gallia, l'attuale Francia. Di qui proseguì costeggiando l'odierno Galles e giungendo a Cardiff, Swansea, Mona (Anglesey), Cardigan, Liverpool, l'Isola di Man, Arran, Glasgow, Iona, Mull, Ebridi, Orcadi, le Fær Øer (probabilmente da identificarsi con la mitica "Thule", dove "l'isola dove bevono il frumento fermentato e dove il sole non tramonta mai"), l'Islanda ("l'isola dove il sole va a dormire", la descrizione poetica dell'aurora boreale, circondata dal "mar di gelatina", ovvero il mare ghiacciato), che venne circumnavigata. Poi si diresse ad est, spinto dalla Corrente del Golfo, approdando in Norvegia, presso l'attuale Bergen, e discese verso Oslo, Göteborg, la costa tra Copenaghen e Stoccolma, l'isola di Gotland, la costa dell'attuale Finlandia meridionale, Ingria (la regione dell'attuale San Pietroburgo, le coste baltiche di Estonia, Lettonia, Lituania, Prussia (la regione delle attuali Königsberg - Kaliningrad, e facendo ritorno lungo la costa tra le attuali Danzica ed Amburgo, dove descrisse il commercio della resina fossile da lui chiamata "elektron" (ambra), circumnavigando la Danimarca. Da qui, riprese verso occidente raggiungendo la foce del fiume Hull e discese la costa orientale della Gran Bretagna, il Kent, l'arcipelago dell'Helgoland, le coste degli attuali Paesi Bassi, Belgio, Normandia e infine, la costa meridionale dell'Irlanda e il ritorno lungo il litorale dei Paesi Baschi e il rientro a Marsiglia. Pitea identificò correttamente la Gran Bretagna e l'Ibernia (l'Irlanda) come due isole separate, e le popolazioni delle coste baltiche come parlanti una lingua non celtica (sebbene non li avesse identificati come Germani) dediti prevalentemente alla pastorizia.. Nel tratto di mare tra la Scozia e l'Islanda, Pitea annotò che il mare era molto burrascoso, con onde alte anche diversi metri, con un clima molto brumoso e l'orientamento gli era fornito, come per i Cartaginesi, dalla Stella Polare. Quasi certamente si avvalse del resoconto del viaggio del cartaginese Imilcone, almeno fino alla navigazione lungo le coste gallesi ed irlandesi.
Pitea studiò la produzione e la lavorazione dello stagno nella regione più ricca di tale metallo, la Cornovaglia e, durante la sua circumnavigazione della Gran Bretagna, notò che le maree erano molto alte. Egli registrò il nome delle isole in greco come Prettanike, che Diodoro Siculo in seguito definì Pretannia. Questo corrobora le teorie secondo le quali gli abitanti costieri della Cornovaglia possano essersi chiamati Pretani o Priteni, persone "Pitturate" o 'Tatuate', un termine che i Romani latinizzarono come Pitti.
Inoltre, visitò un'isola distante sei giorni di navigazione dal nord della Gran Bretagna, chiamata Thule. Siccome il mare risultava ghiacciato, fatto ignoto fino allora, Pitea lo descrisse come "Il mare di gelatina". Si ritiene che Thule possa essere riferibile all'Islanda o a zone costiere della Norvegia, le Isole Shetland o le Isole Fær Øer. Pitea afferma che Thule era un paese agricolo che produceva miele. I suoi abitanti mangiavano frutti e bevevano latte, e fabbricavano una bevanda fatta di grano e miele, in quanto, a differenza delle popolazioni dell'Europa meridionale, possedevano granai all'interno dei quali effettuavano la trebbiatura dei cereali. Sosteneva, inoltre, che gli fu mostrato il luogo dove il Sole andasse a dormire e annotò che a Thule la notte durava solamente due o tre ore. Dopo un giorno ulteriore di navigazione verso nord, egli sostenne di aver visto il mare congelato ("Il mare di gelatina"); a questo punto è possibile che abbia raggiunto la Groenlandia. Secondo Strabone:
(Strabone, Geografia, II 2, 1)
Il termine usato per "polmone marino" a dire il vero deve essere inteso come medusa, e gli scienziati moderni ritengono che Pitea qui cercò di descrivere la formazione di isole di ghiaccio all'estremità della calotta polare, dove mare, neve e ghiaccio sono circondati dalla nebbia.
Dopo aver completato l'esplorazione della Gran Bretagna, Pitea viaggiò fino alle basse coste continentali del mare del Nord. Il navigatore può anche aver visitato un'isola che era fonte dell'ambra. Nella Storia Naturale, Plinio il Vecchio afferma che:
(Plinio il Vecchio, XXXVII 11, 35)
L'isola potrebbe essere stata l'Helgoland, la Selandia nel mar Baltico o anche le coste della baia di Danzica, la Sambia o la laguna Curonia, che erano storicamente le più ricche fonti di ambra nell'Europa settentrionale (i Guioni di Plinio possono essere stati i germanici Goti o i Balti). Pitea potrebbe essere ritornato in patria ripercorrendo la stessa via dell'andata, oppure attraverso la terra, seguendo il fiume Reno.
Pitea stimò il perimetro costiero della Gran Bretagna con un'approssimazione di appena il 2,5% al di sotto delle moderne stime. C'è, altresì, la prova che usò la stella Polare per fissare la latitudine e comprendere le relazioni tra maree e Fasi lunari: fu infatti nella Spagna settentrionale che studiò le maree: qui potrebbe aver scoperto che sono causate dalla Luna, secondo una teoria ripresa secoli dopo anche da Posidonio. 
Al suo ritorno a Marsiglia non venne creduto dai contemporanei, che lo definirono un ciarlatano.